# Choplifter
Choplifter är ett Apple II-spel utvecklat av Dan Gorlin och utgivet 1982 av Brøderbund. Spelet porterades senare till hemdatorer, innan Sega 1985 flyttade ut spelet i arkadhallarna, innan arkadversionen i sin tur porterades till hemversioner.

## Handling
Spelaren styr en militärhelikopter. och skall rädda krigsfångar från Bungelingriket. Enligt designaren Dan Gorlin var man inte influerade av gisslankrisen i Iran.

### Fotnoter
1. ↑  ”Choplifter” (på engelska). Mobygames. 12 mars 1982. http://www.mobygames.com/game/choplifter. Läst 9 juni 2014.
2. ↑  Interview with Dan Gorlin in Halcyon Days, by James Hague.